# Sharps Bedrooms
Sharps Bedrooms — це приватний роздрібний продавець і виробник з обладнаними спальнями та домашніми офісами. Компанія має 77 філій у Сполученому Королівстві з фабрикою. Штаб-квартира розташована в Білстоні, Вест-Мідлендс. 

## Історія
Раніше Sharps Bedrooms була дочірньою компанією HomeForm Group, яка стала адміністрацією в червні 2011 року  У липні 2011 року Sharps Bedrooms була викуплена приватною інвестиційною компанією Sun Capital Partners, без управління.У червні 2019 року, згідно з тодішніми новими рахунками коефіцієнт обіговосні активів перевищив позначку в сто мільйонів. 

### Пов'язані компанії
Sharps Bedrooms є дочірньою компанією фонду прямих інвестицій, який консультує Sun European Partners, підрозділ європейської приватної інвестиційної компанії, що базується в США, Sun Capital Partners. Фонд акцій досліджував можливість продажу компанії в квітні 2017 року.

### Продукція
Sharps Bedrooms проектує та виготовляє меблі для спальні, вітальні та домашнього офісу. 